# Xiaomi Mi A2 Lite
Xiaomi MI A2 Lite je mobilní telefon vyvinutý společností Xiaomi a společností Google v rámci projektu Android One. Byl představen v roce 2018. V ČR se prodává ve verzi pro dvě SIM karty.

## Specifikace
Telefon má dotykový displej o úhlopříčce 5,84" s rozlišením 2280×1080 pixelů, napájí ho baterie o kapacitě 4000 mAh. Procesor je Qualcomm Snapdragon 625, grafický procesor Adreno 506. Základní verzí operačního systému Android je verze Android 8.1 Oreo, ale díky projektu Android One dostává telefon aktualizace na nejnovější verzi operačního systému. Telefon disponuje interní pamětí o velikostí 32 GB a operační pamětí RAM s kapacitou 3 GB. Kromě toho podporuje také paměťové karty microSDHC a microSDXC o kapacitě až 256 GB. Hlavní fotoaparát má rozlišení 12 megapixelů a světelnost objektivu činí F/2.2. Telefon nabízí čtyři režimy fotoaparátu, které umožňují různorodou tvorbu fotografií.